# Il processo (serie televisiva)
Il processo è una miniserie televisiva italiana trasmessa ogni venerdì in prima serata su Canale 5 dal 29 novembre al 13 dicembre 2019. È creata da Alessandro Fabbri, Laura Colella e Enrico Audenino, diretta da Stefano Lodovichi, prodotta da Lucky Red in collaborazione con RTI e ha come protagonisti Vittoria Puccini e Francesco Scianna.

## Trama
A Elena Guerra, pubblico ministero di successo, viene affidato un caso. La P.M. è prossima a prendersi un anno sabbatico per recarsi a New York dove è stato trasferito il marito. Il piano però non si realizza, poiché le viene assegnato un caso molto delicato la cui vittima è Angelica Petroni, una ragazza diciassettenne uccisa in maniera brutale. Nel processo le si contrappone un noto avvocato penalista di nome Ruggero Barone, assunto come avvocato della difesa da una donna molto facoltosa, Linda Monaco, accusata di aver ucciso Angelica, la quale si scopre avere un legame con la PM.

## Episodi
| nº | Titolo     | Prima TV         |
| -- | ---------- | ---------------- |
| 1  | Episodio 1 | 29 novembre 2019 |
| 2  | Episodio 2 | 29 novembre 2019 |
| 3  | Episodio 3 | 6 dicembre 2019  |
| 4  | Episodio 4 | 6 dicembre 2019  |
| 5  | Episodio 5 | 6 dicembre 2019  |
| 6  | Episodio 6 | 13 dicembre 2019 |
| 7  | Episodio 7 | 13 dicembre 2019 |
| 8  | Episodio 8 | 13 dicembre 2019 |

## Personaggi e interpreti
- Elena Guerra, interpretata da Vittoria Puccini. È un'agguerrita pubblico ministero ed è la figlia di Giancarlo Guerra (un noto magistrato in pensione) e madre naturale di Angelica Petroni, una diciassettenne uccisa in maniera brutale.
- Ruggero Barone, interpretato da Francesco Scianna. È l'avvocato penalista, amico di Claudio Cavalleri.
- Linda Monaco, interpretata da Camilla Filippi. È la moglie di Claudio Cavalleri e l'imputata dell'omicidio di Angelica Petroni.
- Claudio Cavalleri, interpretato da Michele Morrone. È il marito di Linda.
- Giovanni Malaguti, interpretato da Maurizio Lastrico. È il marito di Elena, con cui ha un rapporto altalenante.
- Giacomo Andreoli, interpretato da Simone Colombari. È un sovrintendente giudiziario.
- Stefano Lanzoni, interpretato da Alessandro Averone. Stefano è il primo grande amore di Elena Guerra, con cui ha vissuto una relazione tormentata. È il padre biologico di Angelica Petroni.
- Fabrizia Furlan, interpretata da Pia Lanciotti. È il procuratore capo e molto amica di Elena.
- Gabriele Monaco, interpretato da Tommaso Ragno. È il padre di Linda.
- Mara Raimondi, interpretata da Euridice Axen. Mara è l'avvocato di Gabriele Monaco.
- Giancarlo Guerra, interpretato da Roberto Herlitzka. È il padre di Elena e magistrato in pensione.
- Francesca Donati, interpretata da Lisa Galantini. È l'assistente di Elena.
- Vittorio De Grandi, interpretato da Giordano De Plano. È un investigatore privato.
- Ottavio Arrigoni, interpretato da Marco Baliani. È il socio di Ruggero.
- Silvia Urrico, interpretata da Irene Casagrande. È la migliore amica di Angelica.
- Angelica Petroni è interpretata da Margherita Caviezel. È vittima di un brutale omicidio. È la figlia biologica di Elena Guerra e Stefano Lanzoni.
- Umberto Ventura, interpretato da Giovanni Vettorazzo. È il giudice del processo.
- Nicola Caputo, interpretato da Roberto Accornero. È il PM che sostituisce Elena Guerra.

## Produzione
La miniserie è prodotta da Lucky Red in collaborazione con RTI.

### Riprese
La serie è stata girata nella città di Mantova. Precisamente a: palazzo Te, piazza Sordello, palazzo d'Arco, palazzo Beccaguti, palazzo Cavriani, palazzo Andreani e nei laghi di Mantova. Alcune scene sono state girate a Villa Mondragone a Monte Porzio Catone.

## Riconoscimenti
- 2020 - Premio Flaiano[6]
  - Miglior sceneggiatura ad Alessandro Fabbri.